# Sukadanau
Sukadanau is een bestuurslaag in het regentschap Bekasi van de provincie West-Java, Indonesië. Sukadanau telt 34.078 inwoners (volkstelling 2010).